# Angeli di strada (Rats)
Angeli di strada è un album raccolta dei Rats, pubblicato nel 1997, in seguito alla separazione della band, riunitasi nel 2008.
Il disco contiene le canzoni di maggior successo dei Rats, dal 1992 al 1995.

## Tracce
1. Chiara
2. Indiani padani
3. Johnny Scarafaggio
4. Padre nostro
5. Dammi la mano
6. Angeli di Strada
7. Io non ci sto
8. Fuoritempo (feat. Ligabue)
9. Bella bambina
10. Notti
11. Dammi l'anima
12. Genevieve
13. Metti le mani su me
14. Non c'hai ragione

## Formazione
- Wilko - voce, chitarre
- Romi – basso, cori
- Lor – batteria, cori